# Krogulec (osada leśna)
Krogulec – dawna osada leśna, od 1954 w granicach miasta Zgierza w województwie łódzkim, w powiecie zgierskim. Obecnie jest to niezabudowane pole nad Bzurą, na południowym wschodzie Zgierza, w granicach osiedla Krzywie-Chełmy, stanowiącego jednostkę pomocniczą gminy Zgierz.
Uwaga: W granicach Zgierza znajduje się też drugi Krogulec, dawna wieś, historycznie związana z powiatem łęczyckim, a włączona do Zgierza w 1988 roku. Leży on na zachód od centrum miasta.

## Historia
Dawniej samodzielna miejscowość. Była to kolonia leśna położona przy drodze do Krzywia na pograniczu z Łagiewnikami, w której mieszkali gajowi. W 1868 roku „darowna do rozporządzenia według woli na wieczystą własność Annie baronowej Korff, wdowie po jenerał-adiutancie baronie Korff III". Od 1867 w gminie Łagiewniki w powiecie łódzkim. W okresie międzywojennym należał do powiatu łódzkiego w woj. łódzkim. W 1921 roku osada Krogulec liczyła 12 mieszkańców. 1 września 1933 utworzono gromadę Krzywie w granicach gminy Łagiewniki, składającą się ze wsi i folwarku Krzywie oraz osady Krogulec. Podczas II wojny światowej włączony do III Rzeszy.
Po wojnie gromada Krzywie powróciła do powiatu łódzkiego woj. łódzkim. 13 lutego 1946 zniesiono gminę Łagiewniki, a Krzywie z Krogulcem włączono do gminy Lućmierz, gdzie odtąd stanowiło jedną z jej 19 gromad. W związku z reorganizacją administracji wiejskiej jesienią 1954, Krzywie (z Krogulcem) włączono do Zgierza.
Pozostałością po tej kolonii jest niezabudowane pole, występujące na współczesnym planie Zgierza na południowy wschód od rogu ulic Zegrzanki i Nadrzecznej.